# Корона (телесеріал)
Корона (англ. The Crown) — біографічний історичний драматичний телесеріал, створений Пітером Морґаном, який також став сценаристом та автором ідеї серіалу для «Netflix». Прем'єра першого сезону, що складається з десяти епізодів, відбулася 4 листопада 2016 року. Кошторис першого сезону склав 156 мільйонів доларів.
У січні 2017 року перший сезон телесеріалу завоював «Золотий глобус» у категорії найкращий драматичний серіал на 74-й церемонії вручення нагород голлівудської асоціації іноземної преси «Золотий глобус», виконавиця ролі молодої королеви Єлизавети II Клер Фой отримала «Золотий глобус» за найкращу жіночу роль драматичному серіалі, а виконавець ролі Вінстона Черчилля Джон Літґоу був номінований на премію у категорії найкраща чоловіча роль другого плану телесеріалу, мінісеріалу, телевізійного фільму. Пара також отримала Премію Гільдії кіноакторів у номінації найкраща жіноча роль у драматичному серіалі та найкраща чоловіча роль у драматичному серіалі. Джон Літґоу отримав також телепремію «Вибір телевізійних критиків» за найкращу чоловічу роль у драматичному серіалі. Серіал був серед номінантів Прайм-тайм премії «Еммі» за найкращий драматичний серіал, за найкращий сценарій та за найкращу режисуру драматичного телесеріалу.
Телесеріал був продовжений на другий сезон ще до прем'єри першого. Другий сезон вийшов в ефір 8 грудня 2017 року. Третій сезон вийшов 17 листопада 2019 року. Четвертий сезон без перерви знімається відразу ж за третім. Прем'єра якого відбулася 15 листопада 2020 року. Прем'єра п'ятого сезону відбулася 9 листопада 2022 року.
Прем'єра останнього 6 сезону відбулася 16 листопада 2023 року. Сезон охоплює події від смерті Діани до весілля Чарльза та Камілли.

## Сюжет
«Корона» розповідає про життя королеви Єлизавети II від її весілля з принцом Філіпом в 1947 році до початку 21 століття. Клер Фой виконувала роль молодої Єлизавети в першому і другому сезонах, а Олівія Колман — Єлизавету в зрілому віці в третьому і четвертому. У Фой також зіграла в камео у флешбеці четвертого сезона. Імелда Стонтон зіграє королеву в п'ятому і шостому сезонах.

### Перший сезон
Перший сезон показує ранні роки правління королеви Єлизавети II. Він починається з весілля принцеси Єлизавети з принцом-консортом Філіпом в листопаді 1947 року і охоплює такі події: народження принца Чарльза (листопад 1948 року) і принцеси Анни (серпень 1950 року) перемога консерваторів на чолі з Вінстоном Черчиллем на парламентських виборах в жовтні 1951 року, смерть короля Великої Британії Георга VI і сходження Єлизавети II на престол в лютому 1952 року, а також її коронація в червні 1953 року, випробування першої водневої бомби в світі на Семипалатинському полігоні в СРСР (серпень 1953 року) і роман принцеси Маргарет з Пітером Таунсендом. Перший сезон закінчується відставкою Вінстона Черчилля з посади прем'єр-міністра Великої Британії, та приходом до влади Ентоні Ідена і закінченням роману принцеси Маргарет з Пітером Таунсендом в 1955 році. Також в сезоні присутні флешбеки 1930-х і 1940-х років, що показують зречення Едуарда VIII від престолу, підготовку до коронації Георга VI і навчання юної принцеси Єлизавети в роки Другої світової війни.

### Другий сезон
Другий сезон починається з Суецької кризи в жовтні 1956 року і охоплює такі події, як відкриття літніх Олімпійських ігор 1956 року в Мельбурні принцом Філіпом, відставка Ентоні Ідена з посади прем'єр-міністра і прихід до влади Гарольда Макміллана в січні 1957 року, першого різдвяного звернення Єлизавети II по телебаченню в грудні 1957 року, народження принца Ендрю в лютому 1960, весілля принцеси Маргарет і Ентоні Армстронг-Джонса (лорд Сноудон) в травні 1960 року, початок деколонізації Африки, візит президента США Джона Кеннеді і Першої леді Жаклін Кеннеді у Велику Британію (червень 1961 року), поїздка Єлизавети II в Гану (листопад 1961 року) навчання принца Чарльза в шотландській школі Ґордонстоун, убивство Джона Кеннеді в листопаді 1963 року, відставка третього прем'єр-міністра королеви Гарольда Макміллана і прихід до влади Александра Дугласа-Г'юма після політичного скандалу, відомого як «справа Проф'юмо», в жовтні 1963 року. Другий сезон закінчується народженням останньої дитини королеви в березні 1964 року — принца Едварда. Протягом сюжетної лінії присутні флешбеки з 1930-х і 1940-х років, що показують юність принца Філіпа і проливають світло на зв'язки Едуарда VIII з нацистами.

### Третій сезон
Третій сезон охоплює період з 1964 по 1977 рік, починаючи з обрання Гарольда Вільсона прем'єр-міністром і закінчуючи Срібним ювілеєм королеви, також охоплюючи час прем'єр-міністра Едварда Гіта. Також представлена Камілла Шанд.

### Четвертий сезон
Дія четвертого сезону розгортається під час перебування Маргарет Тетчер на посаді прем'єр-міністра з 1979 по 1990 роки, а також зосереджується на леді Діані Спенсер.

### П'ятий сезон
П'ятий сезон зосереджений на 1990-х роках і розлученню принцеси Діани та принца Чарльза.

### Шостий сезон
Шостий сезон зосереджений на кінці 1990-х — початку 2000-х років та охоплює такі події як смерть принцеси Діани, принцеси Маргарет і королеви-матері Єлизавети, прем'єрство Тоні Блера та молодість принца Вільяма і Кейт Мідлтон.

## Актори

### Головні
- Клер Фой (1–2 сезони, 4,5 — гість); Олівія Колман (3–4 сезони); Імелда Стонтон (5 сезон) у ролі королеви Єлизавети II
- Метт Сміт (1–2 сезони); Тобіас Мензіс (3–4 — сезони); Джонатан Прайс (5 сезон) у ролі принца Філіпа, герцога Единбурзького
- Ванесса Кірбі (1–2 — сезони, 5 — гість); Гелена Бонем Картер (3–4 — сезони); Леслі Менвіль (5 сезон) у ролі принцеси Маргарет
- Ейлін Аткінс у ролі королеви Марії (1 сезон)
- Джеремі Нортем — Ентоні Іден (1–2 — сезони)
- Вікторія Гамільтон (1–2 — сезони); Меріон Бейлі (3–4 — сезони); Марсія Воррен (5 сезон) у ролі королеви Єлизавети, королеви-матері
- Бен Майлз у ролі капітана групи Пітера Таунсенда (сезон 1, 2 сезон — гість)
- Грег Вайз (1–2 — сезони); Чарльз Денс (3 сезон , 4 сезон — гість) у ролі Луїса, графа Маунтбеттена з Бірми
- Джаред Гарріс у ролі короля Георга VI (1–2 — сезони)
- Джон Літґоу в ролі Вінстона Черчилля (1–2 — сезони; 3 сезон — гість)
- Алекс Дженнінґс (1–2 — сезони); Дерек Джейкобі (3 сезон) у ролі принца Едуарда, герцога Віндзорського
- Лія Вільямс (1–2 — сезони); Джеральдіна Чаплін (3 сезон) у ролі Волліс, герцогині Віндзорської
- Антон Лессер — Гарольд Макміллан (2 сезон)
- Метью Гуд (2 сезон); Бен Деніелс (3 сезон) у ролі Ентоні Армстронга-Джонса, графа Сноудона
- Джейсон Воткінс — Гарольд Вільсон (3 сезон)
- Ерін Доерті (3–4 — сезони); Клаудія Харрісон (5 сезон) в ролі принцеси Анни
- Джош О'Коннор (3–4 — сезони); Домінік Вест (5 сезон)— Чарльз, принц Уельський
- Джилліан Андерсон у ролі Маргарет Тетчер (4 сезон)
- Емма Коррін (4 сезон); Елізабет Дебікі (5 сезон) у ролі Діани, принцеси Уельської
- Стівен Боксер у ролі Деніса Тетчера (4 сезон)
- Еміралд Фіннелл (4 сезон, 3 сезон — гість); Олівія Вільямс (5 сезон) у ролі Камілли Паркер Боулз

### Другорядні
- Стівен Діллейн у ролі Грема Сазерленда, відомого художника, який намалював портрет старого Черчилля (1 сезон)
- Пол Спаркс у ролі Біллі Грема, видатного американського проповідника, з яким консультується кролева Єлизавета ІІ(2 сезон)
- Майкл Голл у ролі Джона Кеннеді, президента Сполучених Штатів Америки (сезон 2)
- Джоді Бальфур у ролі Жаклін Кеннеді, першої леді Сполучених Штатів, яка відвідує королеву (2 сезон)
- Бурґгарт Клауснер у ролі доктора Курта Хана, засновника Gordonstoun, яку відвідували Філіп і Чарльз (2 сезон)
- Фін Елліот у ролі малого принца Філіпа(2 сезон; 3 сезон — гість)
- Джуліан Берінг у ролі малого принца Чарльза (2 сезон)
- Кленсі Браун у ролі Ліндона Джонсона, президента Сполучених Штатів після Кеннеді (3 сезон)
- Джейн Лапотейр — принцеса Аліса фон Баттенберґа, мати Філіпа (3 сезон)
- Марк Льюїс Джонс — Едвард Мілворд, репетитор валлійської мови принца Чарльза (3 сезон)
- Майкл Мелоні в ролі прем'єр-міністра Едварда Гіта (3 сезон)
- Ендрю Бьюкан у ролі Ендрю Паркера Боулса, коханий Камілли (3 сезон, 4 сезон — гість)
- Гаррі Тредевей — Родді Ллевеллін, хлопець принцеси Маргарет (3 сезон, 4 сезон — гість)
- Том Брук у ролі Майкла Фейгана, чоловіка, який заходить у спальню королеви в 1982 році (4 сезон)
- Річард Роксбург — Роберт Гоук, прем'єр-міністр Австралії (4 сезон)
- Том Берк — Дерек «Деззл» Дженнінгс, державний службовець і друг принцеси Маргарет (4 сезон)
- Ніколас Фаррелл у ролі Майкла Ші, прессекретаря королеви (4 сезон)

## Список сезонів
| Сезон | Епізоди  | Епізоди  | Оригінальний випуск | Оригінальний випуск |
| ----- | -------- | -------- | ------------------- | ------------------- |
| 1     | 10       | 10       | 4 листопада 2016    | 4 листопада 2016    |
| 2     | 10       | 10       | 8 грудня 2017       | 8 грудня 2017       |
| 3     | 10       | 10       | 17 листопада 2019   | 17 листопада 2019   |
| 4     | 10       | 10       | 15 листопада 2020   | 15 листопада 2020   |
| 5     | 10       | 10       | 9 листопада 2022    | 9 листопада 2022    |
| 6     | 10 (4+6) | 10 (4+6) | 16 листопада 2023   | 16 листопада 2023   |

## Потенційний серіал-приквел
У квітні 2022 року повідомлялося, що Netflix і Left Bank вели попередні розмови про приквел.  Вважається, що серіал охоплюватиме майже 50-річний період, починаючи зі смерті королеви Вікторії в 1901 році і закінчуючи навколо весілля королеви Єлизавети II у 1947 році. Серіал також буде охоплювати правління чотирьох королів, які правили в той період: Едуард VII , Георг V , Едуард VIII і Георг VI .

## Премії та номінації
| Рік  | Номіновано               | Категорія | Нагорода                                             | Результат | Дж            |
| ---- | ------------------------ | --- | ---------------------------------------------------- | --------- | ------------- |
| 2016 | Корона                   | 10 найкращих телевізійних програм                                                                                             | Американський інститут кіномистецтва                 | Перемога  | [ 29 ]        |
| 2016 | Корона                   | «Вибір телевізійних критиків»                                                                                                 | Найкращий драматичний серіал                         | Номінація | [ 30 ]        |
| 2016 | Джон Літґоу              | «Вибір телевізійних критиків»                                                                                                 | Найкращий актор другого плану в драматичному серіалі | Перемога  | [ 30 ]        |
| 2016 | Джаред Гарріс            | «Вибір телевізійних критиків»                                                                                                 | Найкращий запрошений актор у драматичному серіалі    | Номінація | [ 30 ]        |
| 2017 | Корона                   | Найкращий серіал — драма | Золотий глобус                                       | Перемога  | [ 31 ]        |
| 2017 | Клер Фой                 | Найкраща жіноча роль серіалу — драма                                                                                          | Золотий глобус                                       | Перемога  | [ 31 ]        |
| 2017 | Джон Літґоу              | Найкраща чоловіча роль другого плану — міні-серіал, телесеріал або телефільм                                                  | Золотий глобус                                       | Номінація | [ 31 ]        |
| 2017 | Джон Літґоу              | Найкраща чоловіча роль у драматичному серіалі                                                                                 | Премія Гільдії кіноакторів                           | Перемога  | [ 32 ]        |
| 2017 | Клер Фой                 | Найкраща жіноча роль у драматичному серіалі                                                                                   | Премія Гільдії кіноакторів                           | Перемога  | [ 32 ]        |
| 2017 | Корона                   | Найкращий акторський склад у драматичному серіалі                                                                             | Премія Гільдії кіноакторів                           | Номінація | [ 32 ]        |
| 2017 | Мартін Чайлдс            | Найкращий художник-постановник в серіалі з прив'язкою до певної історичної епохи, або серіалі фентезі, знятому однією камерою | Премія Гільдії художників-постановників              | Номінація | [ 33 ]        |
| 2017 | Ян Мілз                  | Найкращий монтаж для некомерційного телебачення                                                                               | Американська асоціація монтажерів                    | Номінація | [ 34 ]        |
| 2017 | Корона                   | Найкращий телевізійний серіал — драма                                                                                         | Премія «Супутник»                                    | Перемога  | [ 35 ]        |
| 2017 | Джарет Гарріс            | Найкраща чоловіча роль — драма                                                                                                | Премія «Супутник»                                    | Номінація | [ 35 ]        |
| 2017 | Мішель Клептон           | Найкращі костюми у телесеріалі                                                                                                | Премія Гільдія художників-костюмерів                 | Перемога  | [ 36 ]        |
| 2017 | Корона                   | Телесеріар року | Премія «Доріан»                                      | Номінація |               |
| 2017 | Клер Фой                 | Найкраща акторка телесеріалу                                                                                                  | Премія «Доріан»                                      | Номінація |               |
| 2017 | Уна Ні Донґайле          | Найкращий монтаж | Ірландська премія кіно та телебачення                | Номінація | [ 37 ]        |
| 2017 | Пет Карам, Роберт Бентлі | Видатна робота у телебаченні                                                                                                  | Location Managers Guild Awards                       | Перемога  | [ 38 ]        |
| 2017 | Корона                   | Найкращий драматичний серіал                                                                                                  | Премія «БАФТА»                                       | Номінація | [ 39 ]        |
| 2017 | Клер Фой                 | Найкращу жіночу роль | Премія «БАФТА»                                       | Номінація | [ 39 ]        |
| 2017 | Джон Літґоу              | Найкраща чоловічу роль другого плану                                                                                          | Премія «БАФТА»                                       | Номінація | [ 39 ]        |
| 2017 | Джарет Гарріс            | Найкраща чоловічу роль другого плану                                                                                          | Премія «БАФТА»                                       | Номінація | [ 39 ]        |
| 2017 | Ванесса Кірбі            | Найкраща жіночу роль другого плану                                                                                            | Премія «БАФТА»                                       | Номінація | [ 39 ]        |
| 2017 | Ванесса Кірбі            | Найкращий телевізійна акторка Великої Британії                                                                                | Премія «Glamour»                                     | Перемога  | [ 40 ]        |
| 2018 | Корона                   | Найкращий серіал — драма | Золотий глобус                                       | Номінація | [ 41 ] [ 42 ] |
| 2018 | Клер Фой                 | Найкраща жіноча роль серіалу (драма)                                                                                          | Золотий глобус                                       | Номінація | [ 41 ] [ 42 ] |